# Gestion de la dette publique française
La gestion de la dette publique française désigne l'ensemble des techniques de gestion financière mobilisées par les institutions chargées de gérer la dette publique de la France.

## Concept
La gestion de la dette publique est l'ensemble des méthodes permettant aux institutions chargées de gérer les placements sur les marchés financiers des titres émis par la France pour financer ses déficits. La dette de l’État est gérée par l'Agence France Trésor (AFT). Les administrations publiques locales et les administrations de sécurité sociale gèrent elles-mêmes leur dette publique. Toutefois une convention de mandat signée le 1er septembre 2017 a confié la gestion technique de la dette de la CADES à l'Agence France Trésor.

## Gestion du risque

### Recensement officiel des risques
L'AFT recense les risques liés à la gestion de la dette : risques de taux, de contrepartie, de liquidité et risques opérationnels. Conformément à la définition donnée dans le règlement (UE) n° 575/2013 (article 4, §1, point 52), le risque opérationnel correspond au risque de pertes découlant d’une inadéquation ou d’une défaillance des processus, du personnel et des systèmes internes ou d’évènements extérieurs, y compris le risque juridique.

### Analyse de la Cour des comptes
Pour sa part, la Cour des comptes (2019) recense les principaux risques qui concernent les dettes des entités publiques,. Elle estime que :
- l'État est exposé au risque de taux en raison de l'importance de ses émissions de dette ;
- hors dette de SNCF Réseau, les risques liés à la dette des organismes divers d'administration centrale (ODAC) paraissent limités ;
- l'encours de dette des administrations publiques locales (APUL) comporte des risques a priori moins forts que par le passé ;
- les risques induits par la dette des administrations de sécurité sociale (ASSO) se concentrent sur l'Unedic et l'ACOSS.

La Cour des comptes suggère que la coordination des émissions obligataires par l'Agence France Trésor permettrait de réduire les risques opérationnels.

## Supports

### Emprunts obligataires
Les emprunts d'État français sont émis sur le marché obligataire: la dette est donc qualifiée de négociable. Chaque année, le programme d'émission est le principal moyen de couvrir les remboursement des emprunts passés (cavalerie) et le déficit de l'année : 215 Md€ sur 236 pour 2019.

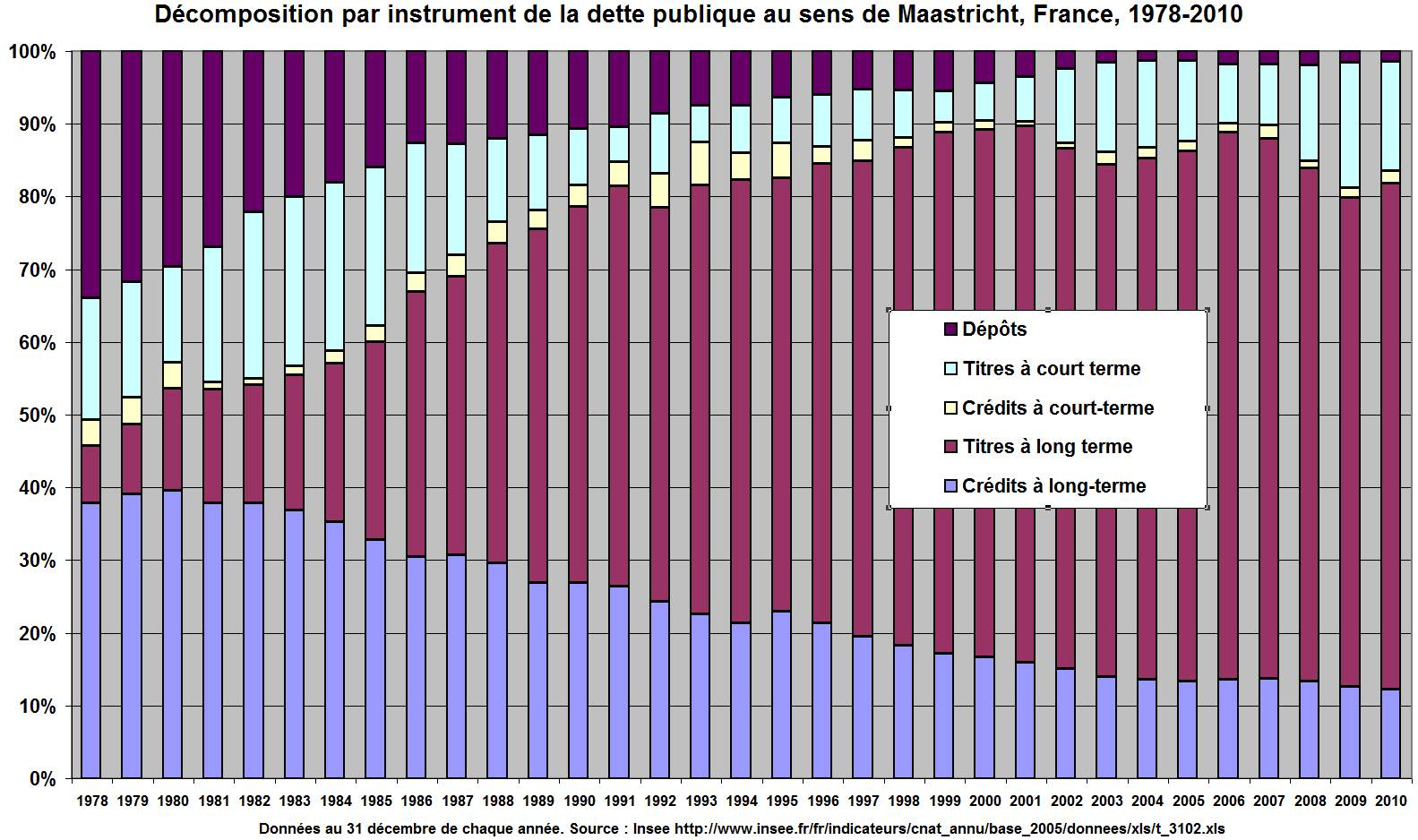
Décomposition par instrument de la dette publique au sens de Maastricht, France, 1978-2010

Les principaux supports de la dette sont les obligations assimilables du Trésor (OAT), les bons du Trésor à intérêts annuels (BTAN), et les bons du Trésor fixes et à intérêts précomptés (BTF). Depuis septembre 1998, l’État émet également des OATi dont le taux d’intérêt et le principal sont indexés sur l'inflation.

### Contrats d'échanges de taux (swap)
En 2001, l’Agence France Trésor a mis en œuvre une série de contrats d’échanges de taux d’intérêt (ou « swaps ») de façon à substituer à une charge de taux fixe à long terme une charge de taux fixe plus courte tout en limitant au mieux la volatilité accrue de la charge de la dette. À cet effet, l’agence évalue quantitativement le compromis entre la charge d’intérêt moyenne et la variabilité de celle-ci selon de nombreux scénarios calculés au moyen d’un modèle macrofinancier. En raison de la baisse des taux, la politique de gestion de la durée de vie moyenne de la dette négociable via les swaps a été suspendue depuis juillet 2002, mais l’agence continue d’opérer des swaps « courts » pour limiter l’exposition à des taux à moins d’un an.

## Gestion du taux d'intérêt

### Facteurs de long terme

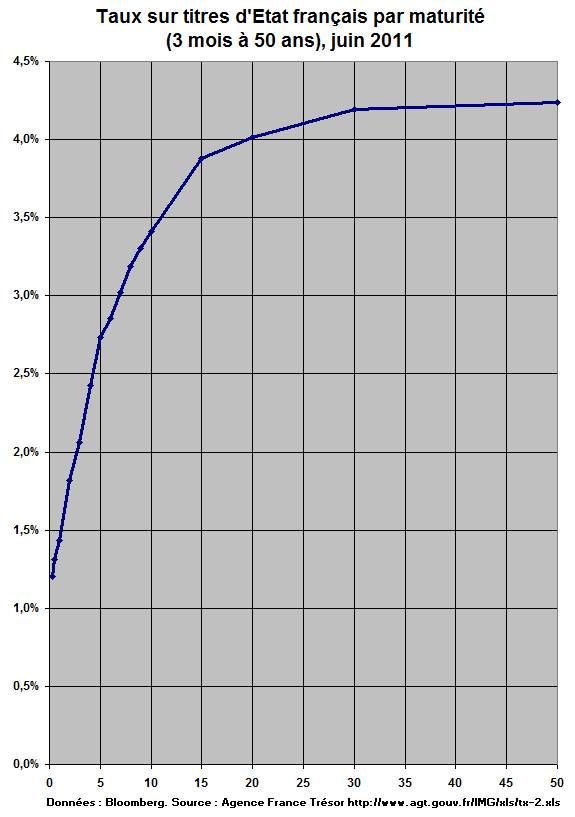
Taux sur titres d'État français par maturité (3 mois à 50 ans), juin 2011

La Cour des comptes a montré que la forte réduction des taux d'intérêt était à l'origine de 40 % de la réduction des déficits entre 2011 et 2016 : la charge d'intérêt avait baissé de 11,6 milliards € (-22 % sur 4 ans), alors que la dette passait de 89,5 % à 96,3 %. Le budget prévoit une nouvelle légère baisse de la charge d'intérêt en 2018, à 41,2 milliards €, mais la tendance devrait s'inverser dès 2019, avant une nette remontée de la charge en 2020, estimée à 44,7 milliards €, avec l'hypothèse d'une remontée progressive des taux de moyen et de long terme de 75 points de base par an ; mais l'Agence France Trésor a calculé qu'un choc de taux de 1 % augmenterait la charge de la dette de 2,1 milliards € la première année et de 6,9 milliards € au bout de trois ans.
Le taux d'intérêt des emprunts publics français à 10 ans, le plus suivi, avait atteint un maximum historique lors du second choc pétrolier, à 17 %. Dès août 2010, il bat des records de baisse. Le taux d'intérêt réel (une fois déduit l'inflation) passe même sous les 2 %, à un niveau inférieur de plus des deux-tiers à sa moyenne des années 1980 et des années 1990. Depuis le début des années 2010, il est en moyenne égal à 1,1 %, soit seulement le cinquième de son niveau des années 1980. Depuis juillet 2012, l'État français emprunte à court terme à des taux d'intérêt négatif. Carmen M. Reinhart donne des explications sur le sujet : « Les périodes de fort endettement ont toujours été associées à une fréquence croissante des défauts ou des restructurations de la dette publique et privée. Parfois cette restructuration s'opère plus subtilement, prenant la forme de la "répression financière". Lorsque les taux d'intérêt réels sont négatifs sur la durée, ils équivalent à un impôt sur les porteurs d'obligations, et, plus généralement sur les épargnants ».
Selon l'Agence France Trésor, le taux implicite moyen du stock de la dette de l'État, dont la maturité moyenne est de près de 8 ans, devrait être de l'ordre de 2 % en 2018 ; sur les marchés en septembre 2018, le taux à 8 ans sur les emprunts de l'État français s'établissait à 0,45 % environ alors que les emprunts qui arrivent à échéance en 2019 ont été contractés à 2,40 % en moyenne.
En 2019, pour la première fois de son histoire, le taux français à 10 ans passe sous 0 %, à - 0,004 %. Jacques de Larosière signale trois risques inhérents à la pratique de taux bas ou négatifs :
- diminution de la volonté des États, d'assainir leur situation budgétaire ;
- raréfaction ou renchérissement du crédit aux PME ;
- engagements des organismes d'assurance - vie et des fonds de pension avec des actifs à rendement nul[18].

Dénonçant une impasse de la politique monétaire engendrée par la politique des taux bas et de rachat des dettes publiques et privées, Jacques de Larosière suggère trois solutions pour en sortir :
- la mise en œuvre d'instruments budgétaires et structurels ;
- la neutralisation de liquidités en abondance ;
- un système monétaire international organisé pour que le taux de change retrouve son rôle de stabilité[19].

### Evolution des taux d'intérêt sur la dette française
| Année            | 1981   | 1982   | 1983   | 1984   | 1985   | 1986  | 1987  | 1988  | 1989  | 1990   | Années 1980 |
| Taux 10 ans (fr) | 17,4 % | 14,8 % | 14,4 % | 13,4 % | 11,9 % | 9,2 % | 9,9 % | 8,6 % | 9,3 % | 10,0 % | 11,9 %      |
| Indice prix      | 13,4 % | 11,8 % | 9,6 %  | 7,4 %  | 5,8 %  | 2,7 % | 3,1 % | 2,7 % | 3,6 % | 3,4 %  | 6,6 %       |
| Taux 10 ans réel | 4,0 %  | 3,0 %  | 4,8 %  | 6,0 %  | 6,1 %  | 6,5 % | 6,8 % | 5,9 % | 5,7 % | 6,6 %  | 5,5 %       |

| Année            | 1991  | 1992  | 1993  | 1994  | 1995  | 1996  | 1997  | 1998  | 1999  | 2000  | Années 1990 |
| Taux 10 ans (fr) | 8,6 % | 8,1 % | 5,6 % | 8,3 % | 6,6 % | 5,8 % | 5,3 % | 3,9 % | 5,5 % | 5 %   | 6,3 %       |
| Indice prix      | 3,2 % | 2,4 % | 2,1 % | 1,6 % | 1,8 % | 2,0 % | 1,2 % | 0,7 % | 0,5 % | 1,7 % | 1,7 %       |
| Taux 10 ans réel | 5,4 % | 6,1 % | 3,5 % | 6,7 % | 4,8 % | 3,8 % | 4,1 % | 3,2 % | 5 %   | 3,3 % | 4,6 %       |

| Année            | 2001  | 2002  | 2003  | 2004  | 2005  | 2006  | 2007  | 2008  | 2009  | 2010  | Années 2000 |
| Taux 10 ans (fr) | 5 %   | 4,3 % | 4,3 % | 3,7 % | 3,3 % | 4 %   | 4,4 % | 3,4 % | 3,6 % | 3,4 % | 3,9 %       |
| Indice prix      | 1,7 % | 2,1 % | 1,9 % | 2,1 % | 1,8 % | 1,6 % | 1,5 % | 2,8 % | 0,1 % | 1,5 % | 1,7 %       |
| Taux 10 ans réel | 3,3 % | 2,2 % | 2,4 % | 1,6 % | 1,5 % | 2,4 % | 2,9 % | 0,6 % | 3,5 % | 1,9 % | 2,2 %       |

| Année            | 2011  | 2012  | 2013  | 2014  | 2015  | 2016  | 2017   | 2018   | Années 2010 |
| Taux 10 ans      | 2,5 % | 3,2 % | 2,2 % | 1,9 % | 1,1 % | 0,5 % | 0,8 %  | 0,7 %  | 1,3 %       |
| Indice prix      | 2,1 % | 2,0 % | 0,9 % | 0,5 % | 0,0 % | 0,2 % | 1,0 %  | 1,8 %  | 0,9 %       |
| Taux 10 ans réel | 0,4 % | 1,2 % | 1,3 % | 1,4 % | 1,1 % | 0,3 % | -0,2 % | -1,1 % | 0,4 %       |

## Charge de la dette

### Evolution sur le temps long
Le rapport entre la charge d’intérêts des APU et le PIB a nettement décru depuis 1996, et la décision de faire entrer la France dans la zone euro, malgré une augmentation quasi-continue, et particulièrement forte depuis 2008, du ratio dette publique / PIB. En effet, le taux apparent de la dette publique a enregistré une très forte baisse sur cette période, de 6,6 % en 1996 à 1,25 % en 2020. De 2010 à 2020, la charge d’intérêt a baissé de 20 Md€ alors que la dette a augmenté de 770 Md€ de fin 2009 à fin 2019.

### Evolution récente
La charge de la dette désigne le poids du remboursement des intérêts de la dette publique dans les dépenses publiques totales. En 2005, la charge de la dette était le deuxième poste budgétaire de l'État français, après celui de l'Éducation nationale et avant celui de la Défense. En 2006, et pour l'État seul, la charge des intérêts de la dette était de 39 milliards d'euros, soit 14,6 % du budget de l'État. De 2012 à 2014, la charge de la dette est devenue le premier poste budgétaire de l'État.
Après un pic à 48,8 milliards d'euros en 2012, elle a toutefois diminué grâce aux taux de refinancement de l'État historiquement bas. À partir de 2015, elle n'est plus que le second poste de dépenses de l'État derrière celui de l'Éducation nationale. En 2019, selon le projet de loi de finances, avec 42 Md€, la charge des intérêts occupe le troisième poste budgétaire après l'enseignement scolaire, 72,7 Md€ et la défense, 44 Md€.
Le remboursement du capital de la dette, qui fait partie du service de la dette, représentait en 2007 pour l’État environ 80 milliards d'euros, c'est-à-dire la somme de toutes les autres recettes fiscales directes (impôt sur les sociétés, ISF, etc.). Au total, le service de la dette de l'État représentait 118 milliards d'euros, ce qui correspond à la totalité de ses ressources fiscales directes, ou encore, presque à la TVA (environ 130 milliards).
| Année | Montant (Mds €) |
| ----- | --------------- |
| 2008  | 44,3            |
| 2009  | 37,5            |
| 2010  | 40,1            |
| 2011  | 46,3            |
| 2012  | 48,8            |
| 2013  | 44,9            |
| 2014  | 43,4            |
| 2015  | 42,1            |
| 2016p | 44,5            |
| 2017p | 41,8            |
| 2018  | 40,3            |
| 2019  | 35,2            |
| 2020  | 29,5            |
| 2021  | 34,6            |
| 2022p | 46,9            |

L'évolution de la charge de la dette ne dépend pas seulement de celle de l'encours de la dette, mais aussi de celle des taux d'intérêt. Ainsi, entre 2012 et 2016, la hausse de la dette publique a été en partie compensée par une baisse de charge d'intérêt liée à la baisse des taux.
Le taux d'intérêt payé sur la nouvelle dette émise est susceptible de varier dans les années à venir. En 2007, les taux réels sont particulièrement bas et les économistes anticipent une augmentation de ces taux dans le futur. En pratique, ces taux ont en 2010 puis en 2011 atteint des niveaux encore plus bas qu'en 2007. Comme l'indiquait Gilles Carrez en août 2010, une hausse de seulement un point du taux d'intérêt exigé par les marchés coûterait deux milliards d'euros en 2011, soit l'équivalent du budget du ministère de la Culture. De fait, trois ans après, le taux d'intérêt exigé par les marchés avait non pas augmenté de 1 % mais diminué de 1,2 %.
Dans la mesure où l'État rembourse l'annuité en capital de ses emprunts et une partie des intérêts correspondants grâce à de nouveaux emprunts, il est possible d'avancer que les emprunts d'État sont devenus des emprunts perpétuels dans l'acception de Jean-Marc Daniel : « À l'origine, on assimilait dette publique et dette de l'État. Ce qui faisait la particularité de cette dette, c'est le rapport de l'État au temps. En principe, tout agent économique est contraint de rembourser ses dettes au moment de sa disparition. Mais l'État qui est éternel, ne disparaît jamais, si bien qu'il n'a jamais à rembourser. Ce raisonnement a fait naître ce que naguère on appelait des « rentes perpétuelles », c'est-à-dire des titres publics qui donnaient le droit au versement d'un intérêt jusqu'à la fin des temps. Aujourd'hui, les rentes perpétuelles ont disparu mais chaque titre qui arrive à échéance donne lieu à un réemprunt immédiat ».
En 2021, la charge d’intérêts de la « dette publique », c’est-à-dire la dette consolidée de l’ensemble des « administrations publiques », s’est élevée à 34,5 Md€ hors frais bancaires (38,1 Md€ avec ces frais) en comptabilité nationale, soit 2,6 % des « recettes publiques » (2,9 % avec frais) ou 1,4 % du PIB (1,5 % avec frais).

### Analyses prospectives
Les évolutions de la charge de la dette font l'objet d'études prospectives par l'AFT comme par divers organismes de recherche. L'équipe de la fondation IFRAP a publié une étude sur la charge prévisionnelle d'intérêts que l'État devra payer à l'horizon 2027. Elle varierait de 91 Md€ à 117 Md€ selon que l'inflation annuelle serait ramenée à 2 % l'an dès 2024 ou persisterait entre 3 et 3,5 % entre 2023 et 2027. La même étude retrace l'évolution de la dette française au cours de ces dernières années et ses modalités de financement.